# Stefan Hafner (Geologe)
Stefan Salomon Hafner (* 1. Mai 1932 in Zürich; † 24. März 2014 in Marburg) war ein Schweizer Geologe und Mineraloge, der an der Erforschung der Mondgesteinsproben des Apollo-Programmes namhaft mitwirkte und später in Marburg das Institut für Mineralogie aufbaute.

## Biografie
Hafner entstammt einer alteingesessenen Zürcher Familie, die mehrere Pfarrer stellte und daher ein Kreuz im Wappen führt. Er war ein Urenkel des Bundesrichters Heinrich Hafner. Zusammen mit seiner jüngeren Schwester wuchs er zunächst in Hirslanden und später in Wollishofen auf. Nach seiner Matura 1951 ging er an die ETH und diplomierte sich dort 1955 zum Dipl. Ing, wurde Wissenschaftlicher Assistent am Institut für Kristallographie und Petrographie und schloss sein Studium 1958 mit einer Promotion über das Gotthardmassiv ab. In der Folge habilitierte er am Physik-Institut der Universität Zürich und war von 1961 bis 1965 dort Privatdozent. 1962 wechselte Hafner in die USA und bekleidete an der University of Chicago die Position eines Research Associate am Institute for the Study of Metals und Department of Chemistry, nachdem ihn die Universität Zürich dafür beurlaubt hatte. 1965 erwarb Hafner die Stelle eines Assistant Professor im Department of the Geophysical Sciences und war ab 1966 zusätzlich als NASA Principal Investigator im Lunar Sample Program beteiligt; diese Aktivitäten dauerten bis 2000 an. 1967/1968 kehrte Hafner für sechs Monate als Gastprofessor an die Universität Zürich zurück und war zwei Jahre später ebenso an der Universität Uppsala tätig; von der University of Chicago wurde er dafür jeweils beurlaubt. 1970, inzwischen Professor (tenure), wurde Hafner Fellow der Mineralogical Society of America.
1972 folgte Hafner einem Ruf der Philipps-Universität Marburg und kehrte nach Europa zurück; seine Professur in Chicago gab er im darauf folgenden Jahr auf. 1974 wirkte er an der Einrichtung des von Prof. Hellner initiierten Sonderforschungsbereichs 127 der Deutschen Forschungsgemeinschaft "Kristallstruktur und chemische Bindung" mit; diese Aktivitäten liefen bis 1986. 1978 war er für sechs Monate wissenschaftlicher Gast der Akademie der Wissenschaften der UdSSR und 1983 für zwölf Monate Seniorwissenschaftler am Centre d’Energie Nucléaire de Grenoble; auch hierfür wurde er entsprechend beurlaubt. Von 1982 bis 1998 war Hafner Generalsekretär der International Mineralogical Association.

## Sonstiges
Hafner blieb seiner Heimatstadt stets verbunden und hielt sich regelmässig in der Schweiz auf. Seine Grabstätte befindet sich auf dem Friedhof Sihlfeld. Er hat zwei Töchter aus erster und eine Tochter aus zweiter Ehe.